# Красна Дубрава (Земетчинський район)
Кра́сна Дубра́ва (рос. Красная Дубрава) — село у складі Земетчинського району Пензенської області, Росія.
Населення — 574 особи (2010; 746 у 2002).
Національний склад станом на 2002 рік:
- росіяни — 100 %